# Andrew Johnson (calciatore)
Andrew Johnson, detto Andy Johnson (Bedford, 10 febbraio 1981), è un ex calciatore inglese, di ruolo attaccante.
È il primatista di reti con la maglia del Fulham nelle competizioni europee (11) .

## Carriera

### Birmingham
Gli esordi di Johnson con il Birmingham City non furono dei migliori, dato che sbagliò il rigore decisivo nella finale di League Cup 2001 contro il Liverpool. A quell'errore seguirono solo poche apparizioni in prima squadra senza acuti, prima della cessione al Crystal Palace nel 2002, come parziale contropartita per l'acquisto di Clinton Morrison.

### Crystal Palace
Con la squadra di Londra segnò due triplette consecutive: nel 5-0 contro il Brighton & Hove Albion e contro il Walsall. Il tecnico Trevor Francis continuò a tenerlo in panchina, lasciando titolare la coppia Akinbiyi-Adebola. Dopo l'esonero di Francis e l'arrivo in panchina di Steve Kember, Johnson trovò il posto da titolare come seconda punta.
L'anno seguente, sotto il nuovo allenatore Iain Dowie, Johnson in coppia con Neil Shipperley si laureò capocannoniere della First Division 2003-04 con 32 gol, trascinando il Palace alla promozione in Premier League. Il Palace retrocesse immediatamente, con Johnson che riuscì a segnare 21 gol (di cui 8 su calcio di rigore), risultando il miglior marcatore inglese della Premiership.
Dopo la retrocessione, il 2 agosto 2005 firmò un rinnovo del contratto per altri cinque anni. La stagione 2005-2006 fu caratterizzata da infortuni che gli impedirono di rendere al meglio, mentre il Palace non riuscì a tornare subito nella massima serie. La mancata promozione segnò la fine della sua avventura con gli Eagles, e Johnson passò all'Everton per 8,6 milioni di sterline. Prima dell'addio ebbe comunque la soddisfazione di essere votato nel miglior undici di sempre del Crystal Palace (Centenary XI) durante le celebrazioni per il centenario della squadra.

### Everton
Johnson confermò le sue doti di goleador segnando subito all'esordio, il 19 agosto 2006 nella vittoria contro il Watford, e soprattutto con la doppietta nel derby vinto per 3-0 contro il Liverpool. La sua prima stagione con i Toffees, seppur con alcuni periodi no come le 12 partite senza segnare fra ottobre e dicembre, fu comunque positiva e si concluse con 9 gol in Premier League e 12 totali. Dopo un altro anno senza grandi acuti, viene ceduto al Fulham.

### Fulham
Johnson viene ceduto al Fulham per 10.5 milioni di sterline e nella sua prima stagione al dimostra subito il suo valore e seppur non giocando una stagione memorabile riesce comunque a segnare 10 gol stagionali e a dimostrarsi un elemento fondamentale per il gioco fisico dei Cottagers che porterà a conquistare la qualificazione in Europa League a fine stagione. Johnson ha cominciato bene anche la stagione 2009-2010 segnando in Europa League. Nella stagione 2010-2011 realizza il suo primo gol stagionale contro il Wigan(1-1). All'inizio della stagione 2011-2012 la sua posizione nel club viene messa in discussione a causa della scadenza del contratto. Johnson però risponde molto bene ed alla fine del mese di settembre ha già totalizzato 10 presenze e 6 goal in Europa League. Il 2 ottobre, fresco della doppietta europea di Odense, realizza una tripletta nel derby ai danni del Queens Park Rangers nella grande vittoria per 6-0 dei Cottagers sui rivali.

### Queens Park Rangers
Nel giugno 2012 non rinnova il suo contratto in scadenza con il Fulham e rimane quindi svincolato. Qualche giorno più tardi firma un biennale con il Queens Park Rangers.

### Ritorno al Crystal Palace
Dopo essersi svincolato dal QPR, nel settembre 2014 si riaccasa al Crystal Palace, dove è rimasto fino alla scadenza del contratto nel gennaio 2015, giocando solo una partita nella Coppa di Lega inglese.

## Statistiche

### Presenze e reti in nazionale
| Cronologia completa delle presenze e delle reti in nazionale ― Inghilterra | Cronologia completa delle presenze e delle reti in nazionale ― Inghilterra | Cronologia completa delle presenze e delle reti in nazionale ― Inghilterra | Cronologia completa delle presenze e delle reti in nazionale ― Inghilterra | Cronologia completa delle presenze e delle reti in nazionale ― Inghilterra | Cronologia completa delle presenze e delle reti in nazionale ― Inghilterra | Cronologia completa delle presenze e delle reti in nazionale ― Inghilterra | Cronologia completa delle presenze e delle reti in nazionale ― Inghilterra |
| Data                                                                       | Città                                                                      | In casa                                                                    | Risultato                                                                  | Ospiti                                                                     | Competizione                                                               | Reti                                                                       | Note                                                                       |
| -------------------------------------------------------------------------- | -------------------------------------------------------------------------- | -------------------------------------------------------------------------- | -------------------------------------------------------------------------- | -------------------------------------------------------------------------- | -------------------------------------------------------------------------- | -------------------------------------------------------------------------- | -------------------------------------------------------------------------- |
| 9-2-2005                                                                   | Birmingham                                                                 | Inghilterra                                                                | 0 – 0                                                                      | Paesi Bassi                                                                | Amichevole                                                                 | -                                                                          | 61’                                                                        |
| 28-5-2005                                                                  | East Rutherford                                                            | Stati Uniti                                                                | 1 – 2                                                                      | Inghilterra                                                                | Amichevole                                                                 | -                                                                          | 76’                                                                        |
| 2-9-2006                                                                   | Manchester                                                                 | Inghilterra                                                                | 5 – 0                                                                      | Andorra                                                                    | Qual. Euro 2008                                                            | -                                                                          | 70’                                                                        |
| 6-9-2006                                                                   | Skopje                                                                     | Macedonia                                                                  | 0 – 1                                                                      | Inghilterra                                                                | Qual. Euro 2008                                                            | -                                                                          | 88’                                                                        |
| 15-11-2006                                                                 | Amsterdam                                                                  | Paesi Bassi                                                                | 1 – 1                                                                      | Inghilterra                                                                | Amichevole                                                                 | -                                                                          | 74’                                                                        |
| 24-3-2007                                                                  | Ramat Gan                                                                  | Israele                                                                    | 0 – 0                                                                      | Inghilterra                                                                | Qual. Euro 2008                                                            | -                                                                          | 80’                                                                        |
| 28-3-2007                                                                  | Barcellona                                                                 | Andorra                                                                    | 0 – 3                                                                      | Inghilterra                                                                | Qual. Euro 2008                                                            | -                                                                          | 79’                                                                        |
| 8-9-2007                                                                   | Londra                                                                     | Inghilterra                                                                | 3 – 0                                                                      | Israele                                                                    | Qual. Euro 2008                                                            | -                                                                          | 70’                                                                        |
| Totale                                                                     |                                                                            | Presenze                                                                   | 8                                                                          |                                                                            | Reti                                                                       | 0                                                                          |                                                                            |

## Palmarès

### Individuale
- Capocannoniere della First Division: 1

2003-2004 (28 gol)
- Squadra dell'anno della PFA: 1

2005 (Premier League)